# Cornutispora lichenicola
Cornutispora lichenicola är en lavart som beskrevs av D. Hawksw. & B. Sutton 1976. Cornutispora lichenicola ingår i släktet Cornutispora, divisionen sporsäcksvampar och riket svampar.  Arten är reproducerande i Sverige. Inga underarter finns listade i Catalogue of Life.